# Torneo de Tashkent 2017
El Tashkent Open 2017 fue un torneo de tenis que se jugó en canchas duras al aire libre. Fue la 19.ª edición del Abierto de Tashkent, y formó parte de los torneos internacionales de la WTA. Se llevó a cabo en el Centro de Tenis de Tashkent en Tashkent, Uzbekistán, del 25 al 30 de septiembre de 2017.

## Cabezas de serie

### Individuales femenino
| Tenista             | Ranking | Preclasificada |
| Kristýna Plíšková   | 42      | 1              |
| Tímea Babos         | 53      | 2              |
| Tatjana Maria       | 54      | 3              |
| Irina-Camelia Begu  | 55      | 4              |
| Markéta Vondroušová | 63      | 5              |
| Aleksandra Krunić   | 64      | 6              |
| Kirsten Flipkens    | 66      | 7              |
| Nao Hibino          | 70      | 8              |

- Ranking del 18 de septiembre de 2017[2]

### Dobles femenino
| Tenista                               | Ranking | Preclasificada |
| Tímea Babos Andrea Hlaváčková         | 24      | 1              |
| Nao Hibino Oksana Kalashnikova        | 125     | 2              |
| Kateryna Bondarenko Aleksandra Krunić | 146     | 3              |
| Irina Khromacheva İpek Soylu          | 170     | 4              |

## Campeonas

### Individual femenino
Kateryna Bondarenko venció a  Tímea Babos por 6-4, 6-4

### Dobles femenino
Tímea Babos /  Andrea Hlaváčková vencieron a  Nao Hibino /  Oksana Kalashnikova por 7-5, 6-4